# Skogsgränsen
En skogsgräns är ett övergångsområde för skog, det vill säga sammanhängande trädbestånd, mot områden som saknar trädbestånd. Exempel på skogsgränser i Sverige är t.ex. de gränser man hittar mellan björkskog och kalfjäll. I Sverige har de polära, alpina respektive maritima skogsgränserna definierats.
Sett ur svenska perspektiv så är skogsgränsen den höjd över havet i fjällen dit skogen når, mellan 600 och 1000 meter över havet, medan trädgränsen är gränsen för var enstaka träd står vilket är cirka 100 meter högre. Skogsgränsen i fjällen bildas av fjällbjörkskogar.

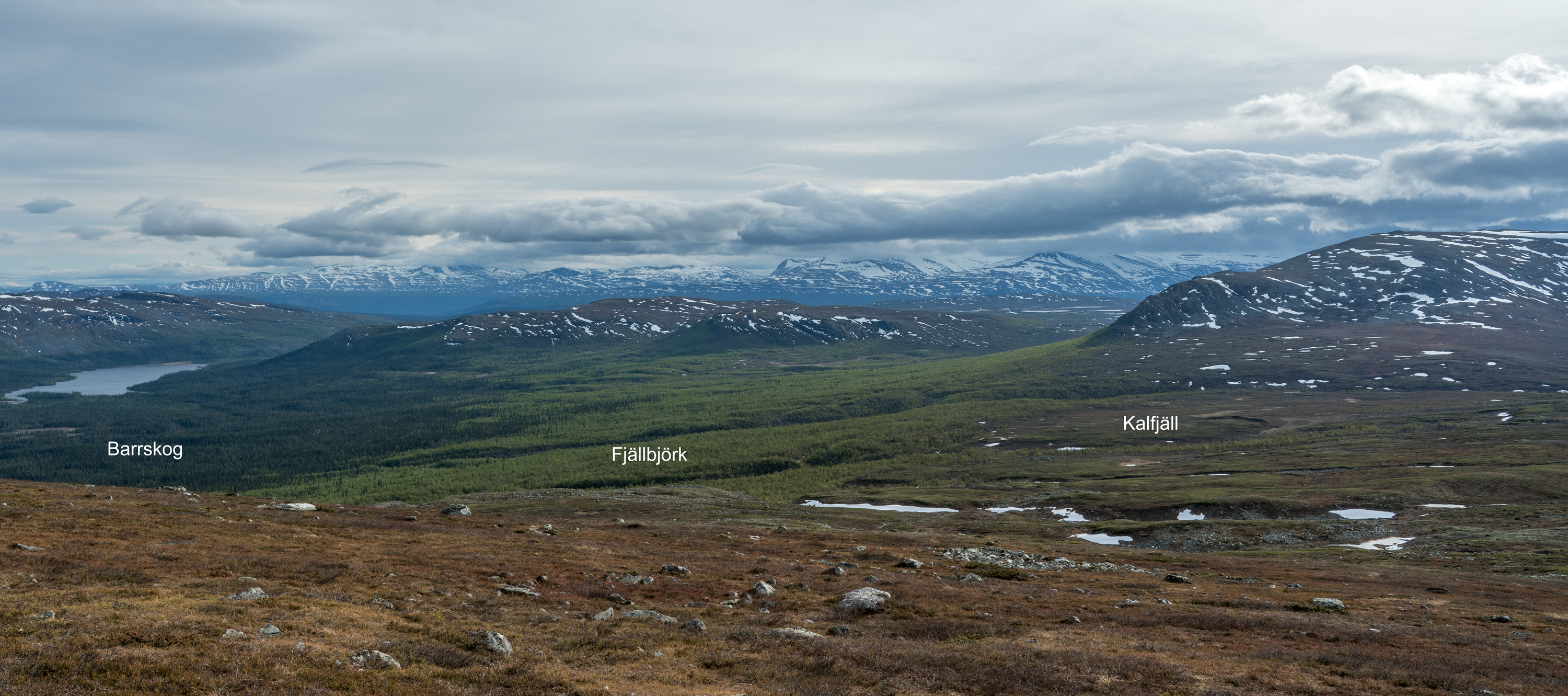
Skogsgränsen mellan fjällbjörksbältet och kalfjället går här cirka 770 m ö.h. (Sarek).

## Ekologi
Då skogsgränser är dynamiska dvs. de rör sig över tid, så utgör de en viktig indikator för hur världen påverkas av klimatförändringar. Skogsgränsforskning har på senare år blivit väldigt relevant i och med att klimatförändringar hamnat på agendan.

## Effekter på skogsgränser
Skogsstyrelsen skrev i sin årsrapport 2020 att torrt väder, parasiter, ökad avverkning samt röta påverkat skogsarealer och således gjort att Sveriges skogsgränser minskat. I årsrapporten erhåller skogsstyrelsen dessutom att mindre areal skyddsvärd skog nedan gränsen för fjällnära skog skyddats under 2020 jämfört med de senaste 20 åren. Detta har varit till följd av att fler ansökningar om avverkning ovan gränsen har kommit in efter ett domslut under 2019.